# Zavodské (Chortkiv)
Zavodské (ucraniano: Заводське́) es un asentamiento de tipo urbano de Ucrania, perteneciente al raión de Chortkiv en la óblast de Ternópil.
En 2018, el asentamiento tenía una población de 3433 habitantes. Desde 2015 es sede de un municipio con una población total de casi siete mil habitantes, que incluye cinco pueblos como pedanías: Zalisia, Uhrýn, Shváikivtsi, Shmánkivtsi y Shmankívchyky.
El asentamiento tiene su origen en un jútir llamado "Lypnyky" (Липники), cuya existencia se conoce desde el siglo XIX. A mediados del siglo XX tenía algo más de un centenar de habitantes y sus tierras pertenecían al pueblo de Pastushe. En 1977, se construyó en torno a Lypnyky una fábrica de azúcar y la zona se urbanizó. En 1981 fue reconocido como asentamiento de tipo urbano y adoptó su topónimo actual.
Se ubica en la periferia suroriental de Chortkiv, en la salida de la ciudad de la carretera T2001 que lleva a Skalá-Podilska.